# Geraardsbergen
Geraardsbergen (em francês: Grammont) é uma cidade e um município situado o distrito de Aalst, província belga de Flandres Oriental.

## Divisão administrativa

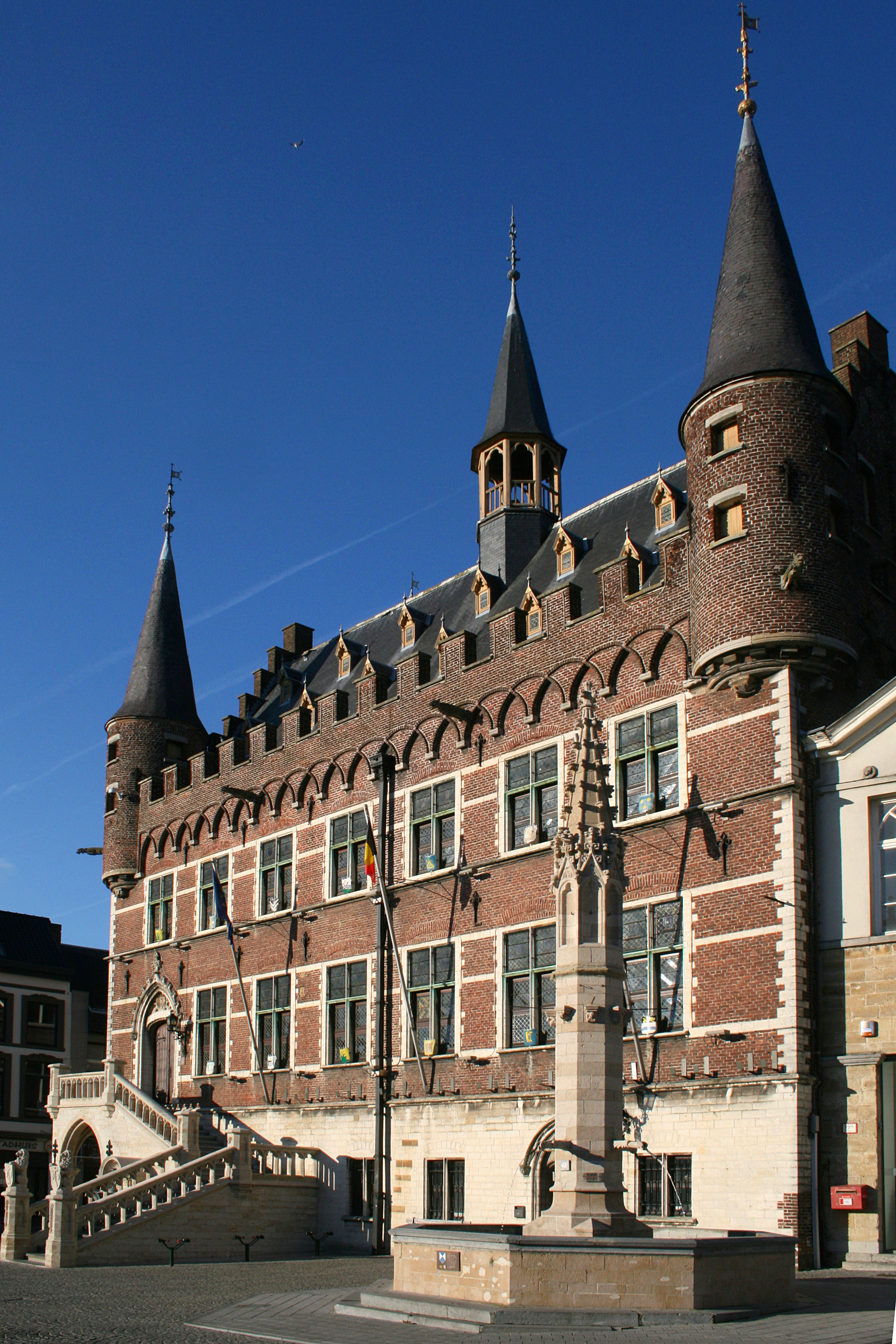
Paços do concelho

O município é constituído pela cidade de Geraardsbergen e ainda pelas seguintes vilas ou deelgemeenten:
- Goeferdinge
- Grimminge
- Idegem
- Moerbeke
- Nederboelare
- Nieuwenhove
- Onkerzele
- Ophasselt
- Overboelare
- Schendelbeke
- Smeerebbe-Vloerzegem
- Viane
- Waarbeke
- Zandbergen
- Zarlandige

## População
Em 1 de Janeiro de 2006, o município de Geraardsbergen tinha uma população de 31.380 habitantes, uma superfície total de 79, 71 km² e uma correspondente densidade populacional de 394 habitantes habitantes/km².

## História
Geraardsbergen é uma das mais antigas cidades da Bélgica e da Europa Ocidental. Foi 1068, que Geraardsbergen recebeu o estatuto de cidade. Em 1381, a cidade de Geraardsbergen foi destruída por Gualtério IV de Enghien e respectivas tropas. A lenda diz que durante o cerco, o povo da cidade lançou comida sobre o edifício da câmara municipal da cidade. Através desta a(c)ção, a população pretendia mostrar que tinha comida suficiente para sobreviver ao cerco durante muito tempo. Contudo esta fanfarronice não terá dado frutos, visto que a cidade foi capturada pelas tropas de Enghien. Este evento ficou bem vivo nas várias gerações de habitantes de Geraardsbergen. Todos os anos, durante o Carnaval, a  cidade organiza no topo da colina de  Oudenberg  (111 m de altura) o "Krakelingenworp" para celebrar esse evento histórico.
A cidade também é famosa pelo "de muur van Geraardsbergen" (o muro de Geraardsbergen) que é muito conhecido no mundo do ciclismo.